# جميل ناصر (روائي)
جميل ناصر (بالإنجليزية: Jamil Nasir)‏ (18 ديسمبر 1955، شيكاغو في الولايات المتحدة)؛ روائي أمريكي.